# Фридрих II (херцог на Австрия)
Вижте пояснителната страница за други личности с името Фридрих II.
Фридрих II Хабсбург (на немски: Friedrich II von Habsburg; * 10 февруари 1327, по други източници през 1333; † 4 декември, 11 декември или 13 декември 1344, Нойберг ан дер Мюрц) от род Хабсбурги, е австрийски херцог.

## Живот
Той е първият син на херцог Ото IV Хабсбург „Веселия“ (1301 – 1339) и първата му съпруга Елизабета Баварска (1306 – 1330), дъщеря на херцог Стефан I от Бавария. Баща му е най-малкият син на римско-немския крал Албрехт I († 1308) от род Хабсбурги и Елизабета Тиролска.
Баща му подарява в чест на неговото раждане манастир Нойберг в Щирия и капелата „Св. Георги“ в Августинската църква във Виена. Фридрих е даден за възпитание през 1337 г. на леля му, вдовицата кралица Агнес Унгарска (вдовица на крал Андраш III от Унгария), която резидира в манастир Кьонигсфелден.
От 1339 г. Фридрих живее в дворец Ленцбург, където притежава предноавстрийската земя. През 1339 г. той претендира за Долна Бавария като наследствена земя на майка му, но император Лудвиг IV му отказва.
През 1337 г. Фридрих е сгоден за принцеса Джоан, дъщеря на крал Едуард III от Англия. Фридрих обаче умира на ок. 17 години през 1344 г. По-малкият му брат Леополд II Хабсбург умира малко преди него на 16 години. Вероятно са били отровени. Баща му е последван затова от синовете на неговия брат, херцог Албрехт II.